# Wu Yibing
Wu Yibing (chinesisch 吴易昺, Pinyin Wú Yìbǐng; * 14. Oktober 1999 in Hangzhou) ist ein chinesischer Tennisspieler.

## Karriere

### Juniortour
Auf der Juniorentour konnte Wu Yibing bereits erste Erfolge verzeichnen. So war er im Herbst 2017 die Nummer 1 der Juniorenweltrangliste. Im Jahr 2016 erreichte er das Finale des prestigeträchtigen Orange Bowl, eines der weltweit wichtigsten Tennisturniere im Juniorenbereich. Dort musste er sich dem Vorjahressieger Miomir Kecmanović mit 3:6, 1:6 geschlagen geben. Im Jahr 2017 konnte er bei den US Open seinen größten Erfolg feiern. Sowohl den Einzel- als auch den Doppelbewerb konnte er für sich entscheiden. Er war damit der erste Chinese, der einen Grand-Slam-Titel gewinnen konnte.

### Profitour
Auf der Profitour spielt Wu erst seit 2017 und hauptsächlich auf der zweit- und drittklassigen Challenger und Future Tour. Auf der Future Tour gewann er bisher einen Einzeltitel. 2017 konnte er in Shanghai seinen ersten Titel auf der Challenger Tour gewinnen – bei seinem erst dritten Turnier dieser Kategorie. Im Finale musste sein Gegner, der topgesetzte Lu Yen-hsun, nach verlorenem ersten Satz verletzungsbedingt aufgeben. Damit gewann Wu ohne Satzverlust den Einzelbewerb.
Seine Premiere auf der ATP World Tour feierte er 2017 in Chengdu. Er erhielt sowohl für das Einzel- als auch für das Doppelfeld eine Wildcard. Allerdings verlor er sowohl im Einzel als auch im Doppel zusammen mit Wu Di das Auftaktmatch. Sein erstes Masters-Turnier spielte er kurz darauf in Shanghai. Er trat erneut mit einer Wildcard in Einzel und Doppel an. Während im Einzel bereits in der ersten Runde Schluss war, schaffte er im Doppel mit seinem Partner Wu Di in der ersten Runde einen Überraschungserfolg gegen Fabrice Martin und Édouard Roger-Vasselin. In der zweiten Runde unterlag er dann dem Duo Oliver Marach und Mate Pavić. Durch seine Erfolge konnte er sich in Einzel und Doppel jeweils bis an die Top 300 der Weltrangliste heranspielen.
2017 trat er auch erstmals für die chinesische Davis-Cup-Mannschaft an. Er gewann sein erstes Match gegen Jason Jung.
Im Februar 2023 gewann Wu sein erstes Turnier auf der ATP Tour, als er als ungesetzter Spieler im Finale der Dallas Open den US-Amerikaner John Isner in drei Sätzen bezwang. Sein Sieg war zugleich der erste Titelgewinn eines Chinesen in der Open Era auf der ATP Tour.

## Erfolge
| Legende (Anzahl der Siege) |
| Grand Slam                 |
| ATP Finals                 |
| ATP Tour Masters 1000      |
| ATP Tour 500               |
| ATP Tour 250 (1)           |
| ATP Challenger Tour (6)    |

| ATP-Titel nach Belag |
| Hartplatz (1)        |
| Sand (0)             |
| Rasen (0)            |

### Einzel

#### Turniersiege

##### ATP Tour
| Nr. | Datum            | Turnier | Belag         | Finalgegner | Ergebnis          |
| --- | ---------------- | ------- | ------------- | ----------- | ----------------- |
| 1.  | 12. Februar 2023 | Dallas  | Hartplatz (i) | John Isner  | 6:74, 7:63, 7:612 |

##### ATP Challenger Tour
| Nr. | Datum              | Turnier      | Belag         | Finalgegner          | Ergebnis              |
| --- | ------------------ | ------------ | ------------- | -------------------- | --------------------- |
| 1.  | 17. September 2017 | Shanghai     | Hartplatz     | Lu Yen-hsun          | 7:66, 0:0 Aufgabe     |
| 2.  | 12. Juni 2022      | Orlando      | Hartplatz     | Jason Kubler         | 6:75, 6:4, 3:1 aufgg. |
| 3.  | 17. Juli 2022      | Rome         | Hartplatz (i) | Ben Shelton          | 7:5, 6:3              |
| 4.  | 24. Juli 2022      | Indianapolis | Hartplatz (i) | Aleksandar Kovacevic | 6:710, 7:613, 6:3     |
| 5.  | 24. August 2024    | Jinan        | Hartplatz     | Riō Noguchi          | 7:5, 6:3              |
| 6.  | 8. Juni 2025       | Tyler        | Hartplatz     | Zhou Yi              | 6:4, 3:6, 6:3         |

## Abschneiden bei Grand-Slam-Turnieren

### Einzel
| Turnier         | 2022 | 2023 | 2024 | 2025 | Karriere |
| --------------- | ---- | ---- | ---- | ---- | -------- |
| Australian Open | —    | 1    | —    | —    | 1        |
| French Open     | —    | 1    | —    | Q1   | 1        |
| Wimbledon       | —    | 1    | —    |      | 1        |
| US Open         | 3    | 2    | —    |      | 3        |

Zeichenerklärung: S = Turniersieg; F, HF, VF, AF = Einzug ins Finale / Halbfinale / Viertelfinale / Achtelfinale; 1, 2, 3 = Ausscheiden in der 1. / 2. / 3. Hauptrunde; Q1, Q2, Q3 = Ausscheiden in der 1. / 2. / 3. Qualifikationsrunde; nicht ausgetragen